# Медведева, Ирина Юрьевна
 Ирина Юрьевна Медведева  (англ. Irina Medvedeva; род. 14 января 1976, Ашхабад, Туркменская ССР, СССР) — российско-бельгийская баскетболистка, выступавшая в амплуа тяжёлого форварда и центрового. Выступала за национальную сборную Бельгии (17 игр), двукратный чемпион Бельгии.

## Биография
Ирина Медведева азы баскетбола постигала в СДЮШОР № 49 «Тринта» (Москва). Первым профессиональным клубом в её карьере стала местная команда второго дивизиона «Тринта», откуда она в 1993 году была вызвана в кадетскую сборную России на чемпионат Европы в Словакию. На том «золотом» первенстве баскетболистка набрала 6,3 очка в среднем за матч.
В начале XXI века баскетболистка переезжает в Бельгию, где начинает выступать в первенстве Бельгии. Затем Ирина принимает предложение местной федерации баскетбола натурализоваться и выступать за национальную команду. Дебют в сборной Бельгии состоялся 10 августа 2005 года в квалификационном турнире к чемпионату Европы — 2005 против итальянской сборной, где баскетболистка отыграла 13 минут. Является участницей чемпионата Европы — 2007, где она провела 9 игр на площадке, при этом, в среднем за матч, набрала 4,4 очка, сделала 3,6 подбора.
В бельгийском первенстве Медведева, выступая за варегемскую команду, 2 раза выигрывала чемпионат, 2 раза становилась вице-чемпионкой. В возрасте 36 лет закончила играть в баскетбол.

## Достижения
- Чемпион Европы среди кадеток: 1993
- Чемпион Бельгии: 2008, 2011
- Серебряный призёр чемпионата Бельгии: 2007, 2009